# Norbert Rohde
Norbert Rohde (* 1950 in Falkensee) ist ein deutscher Ingenieur und Autor von militärhistorischen Büchern mit Bezug zum Landkreis Oberhavel in Brandenburg.

## Leben
Rohde legte 1969 sein Abitur an der EOS Georgi Dimitroff in Falkensee ab und trat, nach Ableistung seines Wehrdienstes in der NVA, 1971 ein Bauingenieurstudium an der Hochschule für Bauwesen Cottbus an. Nachdem er ab 1975 dort wissenschaftlicher Assistent war, promovierte er 1981 zum Dr.-Ing. Danach arbeitete er als Statiker und Entwicklungsingenieur im Bau- und Montagekombinat Ost, Betriebsteil Oranienburg.
Nach der Wende war er verantwortlich für das 1. Konversionsprojekt (Umwandlung einer Liegenschaft von einer militärischen in eine zivile Nutzung) in Oranienburg (Weiße Stadt). Seit 2002 bis zu seiner Pensionierung 2015 arbeitete er in der Kreisverwaltung Oberhavel. Rohde lebt in Leegebruch.
Rohde ist Autor einer sechsbändigen Buchreihe unter dem Titel Historische Militärobjekte der Region Oberhavel.

## Schriften
- Norbert Rohde, Werner Siegler: »Weiße Stadt« Oranienburg – Fluch oder Segen. Tagebuch eines ungewöhnlichen Konversionsprojektes. Geschichtsverein Leegebruch 1995.
- Historische Militärobjekte der Region Oberhavel
  - Band 1: Das Heinkel-Flugzeugwerk Oranienburg. Legende und Wirklichkeit. VV Veltener Verlagsgesellschaft, Velten 2006.
  - Band 2: Das Heinkel-Flugzeugwerk Oranienburg, Ausgewählte Zulieferbetriebe/kriegsbedingte Auslagerungen. VV Veltener Verlagsgesellschaft, Velten 2022.
  - Band 4: Die fliegenden Augen des Oberst Rowehl. Die geheime deutsche Luftbildaufklärung. VV Veltener Verlagsgesellschaft, Velten 2010.
  - Band 5: Die Flieger-Technische Vorschule Oranienburg. Ein Gebäudekomplex im Wandel der Zeit. VV Veltener Verlagsgesellschaft, Velten 2017.
  - Band 6: Die Werksiedlungen des Heinkel-Flugzeugwerkes Oranienburg. Leegebruch, „Weiße Stadt“ Oranienburg, Bauten für die Arbeitskräfte der Rüstungsindustrie. VV Veltener Verlagsgesellschaft, Velten 2018.